# Equitación

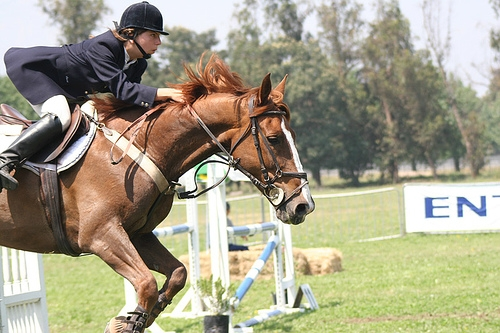
El salto ecuestre es una de las tres disciplinas olímpicas de la equitación.

La equitación es el deporte y la práctica de montar a caballo.
La equitación es una especialidad dentro de los deportes ecuestres, y en ella se evalúa tanto al jinete como al caballo. Hay diferentes especialidades.
La equitación como deporte olímpico tiene tres disciplinas:
- Doma clásica.
- Concurso completo de equitación.
- Saltos de obstáculo.

Los criterios de juicio cubren el rendimiento del jinete y el control del caballo, uso de ayudas de conducción, vestimenta adecuada, y por lo general el factor de equilibrio del jinete, así como la limpieza y pulido del caballo, jinete y equipo. El rendimiento del caballo no se juzga por sí mismo, pues un caballo de bajo rendimiento se considera que refleja la capacidad del jinete. Un buen jinete de equitación está siempre en equilibrio con el caballo, mantiene una posición correcta en cada marcha, en cada movimiento, o sobre una cerca, y posee una presencia dominante y relajada a la vez, capaz de dirigir el caballo prácticamente sin ayudas.
La Federación Ecuestre Internacional (FEI) es la encargada de regular las normas de las competiciones ecuestres, así como de celebrar periódicamente competiciones y eventos, entre los que destacan los Juegos Ecuestres Mundiales.
Además de las tres disciplinas olímpicas antes mencionadas los deportes federados por la FEI que se incluyen en los Juegos Ecuestres Mundiales son enduro ecuestre, volteo, enganches y reining.

## Doma clásica
La doma, conocida en América Latina como adiestramiento, es una especialidad dentro del deporte ecuestre en la que se exige una completa compenetración entre el caballo y el jinete. Durante las pruebas de doma, el animal debe realizar todos aquellos movimientos que le indique quien lo monta.
Los elementos más característicos de la doma son los siguientes: 

### Objetivo
El jinete debe guiar y ordenar a su caballo la realización de una variedad de ejercicios que demuestren la perfecta compenetración entre ambos, así como la capacidad y forma física del animal. Todas las acciones deben ejecutarse con absoluta naturalidad para demostrar la armonía entre jinete y caballo de manera que casi no se pueda advertir la dirección del jinete sobre el caballo. 

### Las pruebas
Todas las pruebas, conocidas como reprises, incluyen varios pasos, movimientos, figuras y transiciones que deben realizarse sobre áreas o puntos concretos de la zona de competición. Cada reprise debe realizarse de memoria y en un tiempo determinado, el cual varía de una competición a otra. La duración en las principales competiciones oscila entre los nueve y los once minutos y medio. El tiempo empieza a contar cuando el jinete saluda al jurado y termina cuando repite esta acción una vez finalizados sus ejercicios.

### Espacio de competición
Su superficie debe ser obligatoriamente de arena en competiciones de alto nivel, como los Juegos Olímpicos, por lo que se le denomina de esta manera genéricamente.

### Sillería y equipo
La montura de doma empleada es la denominada silla inglesa. La embocadura o correaje más utilizado es la doble brida. No está permitido el uso de vendajes, calzados, anteojeras o riendas especiales en los caballos. 

### Caballos
Deben tener al menos seis años. El número de caballos presentados por cada jinete es decisión de comité organizador de cada prueba, excepto en un Grand Prix, en el que solo se puede participar con un único animal. La impulsión y la sumisión del caballo son dos aspectos valorados por los jueces durante la prueba.

### Jinetes
Todas las competiciones están abiertas tanto a hombres como a mujeres. Los jinetes pueden competir individualmente o en equipos de tres miembros, todos los cuales puntúan para la clasificación final por equipos. La posición que adquiera el jinete es muy importante para el control del caballo, además de ser un aspecto valorado por los jueces. Debe situarse bien equilibrado, con los muslos y las pantorrillas extendidos. Los brazos han de permanecer cerca del cuerpo, con las manos próximas entre sí al caballo, pero sin tocarse ni tocar al caballo. 

### Jueces
El jurado de una prueba está compuesto por cinco jueces. Estos otorgan una puntuación en función de la corrección de ejercicio, que puede sufrir penalizaciones por cada infracción cometida.

### Puntuación
La prueba se divide en varias secciones, cada una contiene una serie determinada de pasos, movimientos, figuras y transiciones. Cada sección es puntuada entre 0 (si no se realiza ninguno de los movimientos exigidos) y 10 (que equivale a una ejecución perfecta) por cada uno de los jueces. El conjunto de ejercicios que se efectúa en una prueba recibe el nombre de reprise. La suma de los puntos de toda la reprise, que determina la calificación final, se obtiene a partir de la media aritmérica de las puntuaciones otorgadas por todos los jueces en la mencionada reprise.

### Penalizaciones
Las penalizaciones se otorgan por errores de recorrido o por errores de prueba. En todos los casos, se mantiene la penalización aunque se corrija el error. Al cometer el primer error se penaliza con 2 puntos, mientras que el segundo y el tercero son penalizados con 4 y 8 puntos respectivamente. El cuarto error significa la eliminación inmediata. También se puede penalizar con medio punto cada segundo o fracción de un segundo en que se exceda el tiempo disponible.

### Pasos principales
Las acciones denominadas genéricamente pasos pueden clasificarse de la siguiente manera: 
- El paso propiamente dicho: en él, los movimientos de las extremidades del caballo se suceden unos a otros, a un ritmo de cuatro tiempos, por lo que tres de ellas siempre deben estar en contacto con el suelo. Existen cuatro tipos: ordinario, paso recogido y alto, con el que se avanza poco; medio, similar al anterior pero con pasos algo más largos y menos elevados ; largo, con el que se dan grandes zancadas para cubrir el máximo de terreno posible; y libre, que es más relajado y con el que se permite una total libertad de la cabeza y el cuello del caballo.
- El trote: es un paso de dos tiempos en el que se intercalan los apoyos en diagonal, separados por un momento de suspensión. Todo trabajo con trote se realiza con los jinetes sentados. Los tipos más comunes son: corto o recogido, de trabajo medio y largo.
- El galope: es un paso de tres tiempos, seguido de un tiempo de suspensión con todas las extremidades del caballo en el aire. Los principales tipos son: corto, de trabajo medio y largo.
- El contragalope: también llamado falso galope o galope en trucado, hace empezar al caballo con una mano distinta a la que sería natural hacerlo.
- Las transiciones: son cambios de velocidad que se ejecutan dentro de un mismo aire.
- Los movimientos:
  - La parada: en ella, el caballo debe permanecer quieto, erguido y con su peso repartido entre las patas.
  - La media parada: se utiliza como elemento de transición para mejorar la atención del animal.
  - El paso atrás: es un desplazamiento en ese sentido, mientras las extremidades se mueven de forma simultánea por pares diagonales.
  - El passage: es un trote muy recogido y elevado, por pares diagonales.
  - El piaffé: es un trote tan recogido que no se gana terreno con él.
  - Las figuras: son acciones con el caballo cuyos nombres ya indican el recorrido que este describe: el ocho, el círculo, la serpentina, etc.
  - Los movimientos laterales: también son llamados trabajo en dos pistas. El caballo se desplaza llevando las extremidades delanteras y las traseras en dos direcciones diferentes. Los principales son: cesión a la pierna o leg-yielding, espalda adentro, travers o grupa adentro, renvers, y medio paso. En todos, excepto en el primero, el caballo debe doblarse desde la parte posterior de la cabeza hasta la cola. Sin embargo, en el leg-yielding solo lo hace en la parte posterior de la cabeza.

Existen más de 30 movimientos diferentes.

## Concurso completo de equitación
El concurso completo de equitación (CCE) o prueba de tres días es una de las tres disciplinas olímpicas de la equitación.
Tiene diversas modalidades pero principalmente la prueba dura tres días. El primero de ellos se compite en adiestramiento, el segundo en cross-country y el tercero en salto. La prueba más fuerte es la de cross-country ya que en ella se dan la mayoría de las eliminaciones.
Cada prueba se va penalizando con puntaje en contra, por lo que aquel binomio que finalice con la menor cantidad de puntos de penalización será el ganador de la prueba. El jinete compite con el mismo caballo durante las tres pruebas.

## Salto ecuestre
En saltos, los hombres y las mujeres compiten conjuntamente en ella. Aunque es deporte olímpico desde 1912, las mujeres no empezaron a participar en esta categoría en los Juegos hasta 1956. Los elementos propios del salto de obstáculo son los siguientes:

### Objetivo
El jinete debe guiar a su caballo dentro de un recorrido, en el que se hallan distribuidos una serie de obstáculos, cada uno de ellos con características diferentes. Caballo y jinete deben franquear estos correctamente.

### Pista de competición
Debe estar totalmente cerrada por los lados y su superficie mínima debe ser de 4000 metros cuadrados.

### Los recorridos
Los recorridos de obstáculo varían de acuerdo con el nivel de competición. Sin embargo, en todos los casos, la longitud que ha de cubrirse desde el punto de salida hasta el de llegada, expresada en metros, no puede exceder el número de obstáculos multiplicado por 60. Además, entre la línea de salida y el primer obstáculo debe haber una distancia de entre 6 y 15 m, y entre el último obstáculo y la llegada debe ser de entre 15 y 25 m. Las líneas de salida y de llegada, así como los obstáculos y los puntos de giro, están señalizados con banderolas blancas y rojas, aunque las primeras siempre deben quedar a la izquierda del jinete.

### Los obstáculos
Deben caer en caso de que al caballo o al jinete los golpeen o sean derribados sobre ellos, de forma que no entrañen peligro en caso de que suceda. Tienen que estar numerados en función del orden en que deben ser superados. Existen varios tipos:
- Obstáculos verticales: en ellos, todos los elementos o partes están en el mismo plano vertical respecto al punto de batida al caballo. Algunos ejemplos de este tipo son los denominados: muros, puertas o postes y barras.
- Obstáculos de fondo o extendidos: exigen por parte del caballo un salto en profundidad, además de en altura, porque sus elementos están dispuestos en planos verticales diferentes con respecto a la batida del animal. Los más comunes son las triples barras y las voleas u oxeres.
- Rías: son pequeños estanques que no pueden presentar ningún obstáculo frente a ellas, a excepción de un pequeño seto de 50 cm de altura.
- Obstáculos combinados: constan de dos o tres obstáculos que debe saltarse de forma separada y consecutiva. Se puede combinar cualquier tipo de obstáculo, a excepción de la ría.

### Jinete
Existen competiciones tanto individuales como por equipos. En el caso de que sea una competición internacional, los equipos pueden estar formados entre tres y seis miembros. Antes de una competición, los jinetes pueden inspeccionar el recorrido a pie.

### La competición
Los recorridos se realizan de uno en uno. El orden de salida en una prueba se establece por sorteo. Existe un tiempo permitido para realizar el recorrido, el cual se calcula en función de su longitud y los límites de velocidad oficiales. En los Juegos Olímpicos, la velocidad establecida es de 400 m/minuto. El tiempo límite que se admitirá será el doble de tiempo permitido. 
Durante la prueba se contabilizarán los derribos de obstáculos y el tiempo conseguido, así como otras incidencias que puedan suponer acumulación de puntos negativos para el jinete. Según el tipo de prueba, el ganador será el que acumule menor cantidad de puntos negativos, realice el menor tiempo u obtenga una mayor puntuación.

### Penalizaciones
Pueden recibirse por distintas causas: 
- Por derribar obstáculos o tocar la ría: 4 puntos.
- Por caída del caballo, jinete o ambos: eliminación.
- Por desobediencia del caballo al jinete, ya sea por rehusar saltar, por salirse del recorrido o por resistirse a obedecer: 4 puntos si es la primera ocasión, y eliminación en el caso de la segunda ocasión.
- Por sobrepasar el tiempo límite: 1 punto por cada 4 segundos de exceso.
- Por recibir ayuda exterior: eliminación inmediata.

### Jueces
El jurado de una prueba está compuesto por tres jueces, ubicados en una misma caseta.